# رضا مالک
رضا مالک (انگلیسی: Redha Malek؛ زادهٔ ۲۱ دسامبر ۱۹۳۱ – درگذشتهٔ ۲۹ ژوئیه ۲۰۱۷) یک سیاست‌مدار اهل الجزایر بود. وی از ۲۱ اوت ۱۹۹۳ تا ۱۱ آوریل ۱۹۹۴ نخست‌وزیر الجزایر بود.
رضا مالک در ۲۹ ژوئیه ۲۰۱۷ بعد از یک دوره طولانی بیماری در سن ۸۵ سالگی درگذشت.